# Championnat de beach soccer de la CONMEBOL
Le Championnat de beach soccer de la CONMEBOL est la principale compétition de beach soccer de la CONMEBOL. Le premier championnat se tient en mars 2005 avec des nations de la CONCACAF. En 2007 a lieu un nouveau championnat commun.

## Histoire
En 2011, le championnat se déroule sur la plage de Copacabana à Rio de Janeiro (Brésil).

## Palmarès

### Par nation
Les éditions 2005 et 2007 jouées avec des nations de la CONCACAF ne sont pas prises en compte.
| Nation    | Vainqueur                                       | 2e                       | 3e                 |
| --------- | ----------------------------------------------- | ------------------------ | ------------------ |
| Brésil    | · 2006, 2008, 2009, 2011,2015, 2017, 2019, 2021 | –                        | · 2013             |
| Argentine | · 2013                                          | · 2008, 2011             | · 2006, 2009, 2015 |
| Uruguay   | –                                               | · 2006, 2009, 2019, 2021 | · 2008             |
| Paraguay  | –                                               | · 2013, 2015, 2017       | · 2019, 2021       |
| Venezuela | –                                               | –                        | · 2011             |
| Équateur  |                                                 |                          | · 2017             |

### Championnats CONCACAF-CONMEBOL
| Édition | Lieu           | Finale     | Finale | Finale    | 3e place   | 3e place | 3e place  |
| Édition | Lieu           | Champion   | Score  | Finaliste | 3e         | Score    | 4e        |
| ------- | -------------- | ---------- | ------ | --------- | ---------- | -------- | --------- |
| 2005    | Rio de Janeiro | Brésil     | 5 – 2  | Uruguay   | États-Unis | 4 – 2    | Argentine |
| 2007    | Acapulco       | États-Unis | 4 – 3  | Uruguay   | Argentine  | 6 – 5    | Mexique   |

### Championnats CONMEBOL
| Édition | Lieu           | Finale    | Finale | Finale    | 3e place  | 3e place        | 3e place  |
| Édition | Lieu           | Champion  | Score  | Finaliste | 3e        | Score           | 4e        |
| ------- | -------------- | --------- | ------ | --------- | --------- | --------------- | --------- |
| 2006    | Macaé          | Brésil    | 9 – 2  | Uruguay   | Argentine | 2 – 0           | Venezuela |
| 2008    | Buenos Aires   | Brésil    | 6 – 1  | Argentine | Uruguay   | 5 – 1           | Venezuela |
| 2009    | Montevideo     | Brésil    | 10 – 1 | Uruguay   | Argentine | 9 – 8           | Équateur  |
| 2011    | Rio de Janeiro | Brésil    | 6 – 2  | Argentine | Venezuela | 5 – 2           | Colombie  |
| 2013    | Merlo          | Argentine | 6 – 2  | Paraguay  | Brésil    | 11 – 5          | Équateur  |
| 2015    | Manta          | Brésil    | 8 - 3  | Paraguay  | Argentine | 4 - 4 (1 tab 0) | Équateur  |
| 2017    | Asuncion       | Brésil    | 7 - 5  | Paraguay  | Équateur  | 4 - 4 (1 tab 0) | Argentine |
| 2019    | Rio de Janeiro | Brésil    | 10 - 1 | Uruguay   | Paraguay  | 6 - 5           | Argentine |
| 2021    | Rio de Janeiro | Brésil    | 3 - 1  | Uruguay   | Paraguay  | 4 - 2           | Colombie  |

## Trophées individuels
| Édition | Meilleur joueur     | Meilleur buteur              | Meilleur buteur | Meilleur gardien |
| Édition | Meilleur joueur     | Nom                          | Nbr             | Meilleur gardien |
| ------- | ------------------- | ---------------------------- | --------------- | ---------------- |
| 2005    |                     |                              |                 |                  |
| 2006    |                     |                              |                 |                  |
| 2007    |                     |                              |                 |                  |
| 2008    |                     |                              |                 |                  |
| 2009    |                     |                              |                 | Mão              |
| 2011    | Bruno Malias        | Bruno Malias                 |                 | Mão              |
| 2013    | Luciano Francescini | Lucas Medero et Bruno Xavier | 5 buts          |                  |